# Os incisif

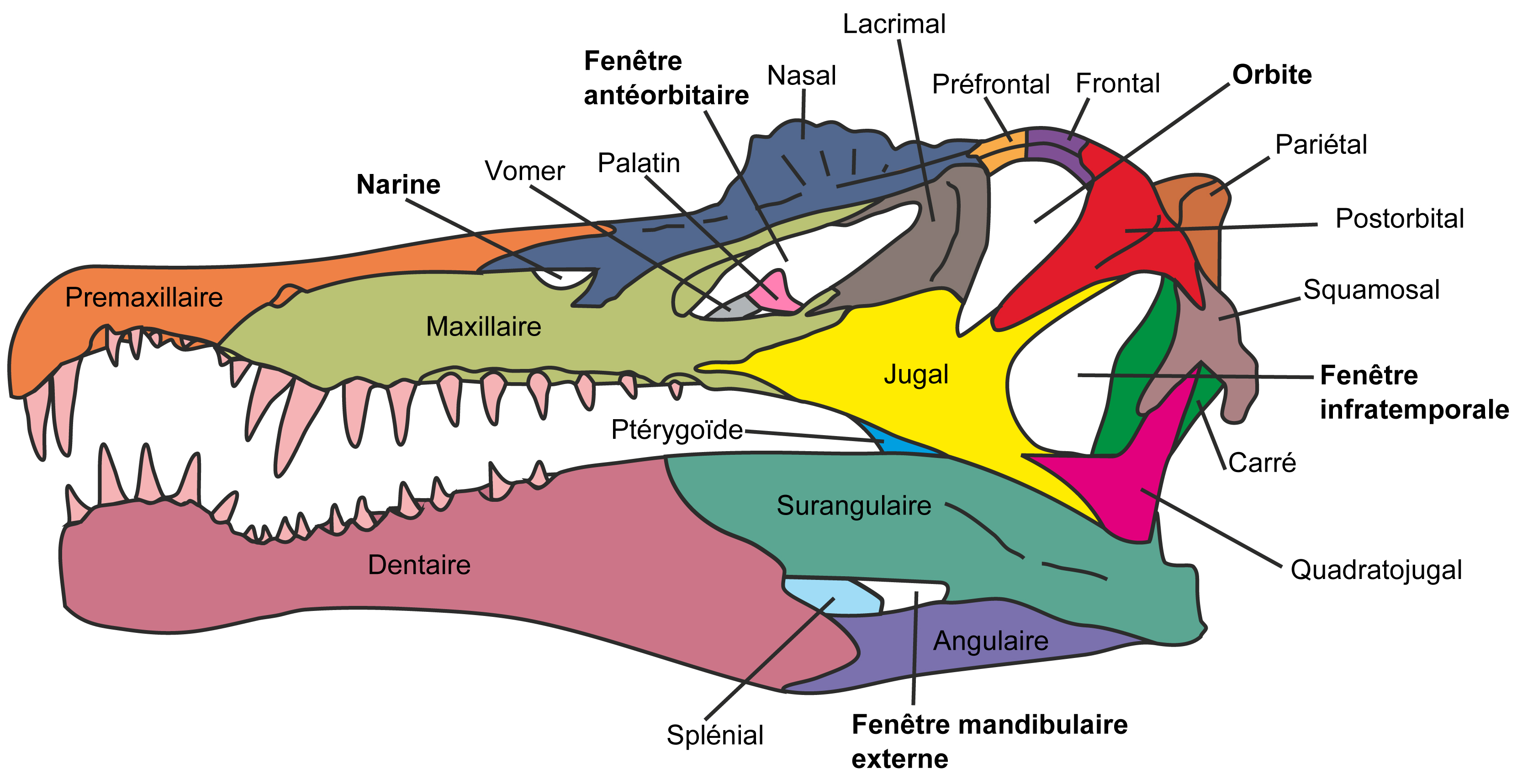
Crâne de Spinosaurus (dinosaure théropode) en vue latérale avec le prémaxillaire en orange.

L'os incisif (ou os intermaxillaire ou tubercule incisif ou  prémaxillaire) est la partie antérieure de l'os maxillaire issue de son point d'ossification antérieur.
Il forme le pourtour de l'incisure nasale et la partie la plus antérieure du processus palatin.
Il fusionne avec le post-maxillaire au troisième mois de grossesse.

## Anatomie comparée
L'os incisif est un os crânien dédoublé situé dans la partie antérieure de la mâchoire supérieure de nombreux vertébrés (dont l'homme) et portant souvent des dents (en particulier les défenses des éléphants).
Il est en contact avec l'autre prémaxillaire du crâne, au niveau de la symphyse prémaxillaire, le maxillaire et le nasal.